# Im Kwon-taek
I denna artikel är efternamnet  Im. 
Im Kwon-taek, född 1934, är en sydkoreansk filmregissör. På grund av sin långa karriär och fokus på koreanska teman har han fått smeknamnet ”den koreanska filmens fader”.

## Filmografi (i urval)
- 1993 – Seopyeonje
- 1994 – Taebaek sanmaek